# Budokan (Computerspiel)
Budokan – The Martial Spirit ist ein Kampfsportspiel von Electronic Arts, das im Jahr 1989 für verschiedene Plattformen veröffentlicht wurde, zunächst für den Amiga, den Atari ST und DOS. Es folgten Konvertierungen für das Sega Mega Drive (1990), den Amstrad CPC, den Commodore 64, MSX und den Sinclair ZX Spectrum. Es wurde 1993 von Soft Price erneut für den Amiga veröffentlicht. Der Name des Spiels ist der von Mamoru Yamada für die Olympischen Sommerspiele 1964 erbauten Tokioter Kampfsporthalle Nippon Budōkan entlehnt.

## Handlung
Die Spielumgebung besteht aus sechs Gebäuden. In vier der Dōjōs kann zwischen Jiyu-renshu (Übungseinheit ohne Gegner) und Kumite gewählt werden. In letzterem Modus stehen drei Sparringspartner zum Üben der fernöstlichen Kampfkünste Karate, Kendō (Schwertkampf), Bō (Stockkampf) und Nunchaku (Kampfhölzer) zur Verfügung. Eine Besonderheit des Spieles ist die Bewertung des Kampfstils nach jeder Trainingseinheit durch Tobiko-Sensei, den Trainer.
Als Einzelspieler kann man im Budōkan gegen zwölf Gegner mit ansteigendem Schwierigkeitsgrad antreten. Dabei kann aus den vier Kampfarten ausgewählt werden, wobei die Gegner (neben den dem Spieler verfügbaren) noch weitere Kampfarten und Schläge beherrschen. Ein weiteres Gebäude ist für den Zweispielermodus reserviert. In einigen Umsetzungen, beispielsweise am C64, wurde der Zweispielermodus ersatzlos gestrichen.
Im Spielbildschirm wird neben der üblichen Energieanzeige („Stamina“) auch eine eher unübliche Anzeige für die Energie des Universums („Ki“) angezeigt. Prinzipiell wird dadurch die Passivität eines Kämpfers belohnt.

## Kritiken
Die Fachpresse bewertete Budokan gut, aber nicht hervorragend (70 bis 80 % in den einschlägigen Magazinen). Gelobt wurde in erster Linie die herausragende Grafik. Die hohe Zahl der verfügbaren Schlagvarianten wurde zwar grundsätzlich als positiv hervorgehoben, aber für Einsteiger als zu schwierig angesehen. Bemängelt wurde einerseits die späte, aber gute Umsetzung auf veralteten Systemen wie dem C64 und andererseits, dass die grafischen Fähigkeiten der damals fortschrittlichen Systeme (etwa Sega Mega Drive) nicht vollständig ausgenutzt wurden.

## Trivia
- Die Anleitung des Spiels enthielt eine Fabel als Einleitung. Diese beschreibt einen getreideverkaufenden Mönch, der den Preis für seine Ware immer weiter erhöhen muss, da eine zu große Menge des Getreides gestohlen wird. Gemeint ist die Verteuerung von Software durch Schwarzkopien.[4]
- Die Anleitung enthält neben der Beschreibung des Spiels eine ausführliche Beschreibung der Philosophie der im Spiel enthaltenen Kampfkünste.[4]